# مفيد النويصر
مفيد النويصر إعلامي ومقدم برامج سعودي، عرف من خلال تقديمه للعديد من البرامج التي توثق سير وإنجازات المبدعين ومن أبرزها برنامج «من الصفر» الذي عرض على شاشة قناة MBC،. يشغل النويصر منصب الرئيس التنفيذي لقطاع الديجيتال في مجموعة MBC، وصدر له رواية «الواد والعم»، وكتاب «لحياكة الصبر حكاية من الصفر».

## العمل
- يشغل منصب الرئيس التنفيذي لقطاع الديجيتال في مجموعة MBC.[8][9][10]
- شغل منصب المدير التنفيذي لصحيفة شمس عام 2006م.[11]
- شغل قبل ذلك منصب مدير الإنتاج ورئيس الأقسام الفنية في صحيفة شمس.
- كتب في صحيفة (شمس)، ثم في صحيفة (مكة).[12]

## البرامج
- (من الصفر) عرض منه أربعة مواسم على قناة MBC.[13][14]
- (الخطوة الجاية) عرض على قناة MBC.[15]
- عرض الجزء الخامس من برنامج (من الصفر) باسم جديد هو (اللقاء) في رمضان عام 2020م على قناة MBC.[16]
- (حوار مفيد) عُرض على قناة MBC 1 عام 2024م في شهر رمضان.[17]

## المؤلفات
- رواية (الواد والعم) صدرت عن الدار العربية للعلوم عام 2007م.[18]
- (لحياكة الصبر حكاية من الصفر) [الجزء الأول]. صدر عن مركز الأدب العربي عام 2018م.[19]